# Coallia
Coallia, anciennement Aftam (Association pour la Formation des Travailleurs Africains et Malgaches), est une association française fondée en 1962 qui propose des solutions de logement, d'hébergement et d'accompagnement social aux personnes vulnérables.

## Historique

### Années 1960
L'Association pour la Formation des Travailleurs Africains et Malgaches est créée en 1962 en pleine période de décolonisation. Son premier président est Stéphane Hessel. L'objectif est à l'origine d'aider les migrants des colonies françaises devenus indépendantes à acquérir une formation, pour participer au développement de leur pays une fois qu'ils y sont revenus.
L'Aftam se met rapidement à proposer des solutions d'hébergement collectif, des foyers, pour «sauvegarder les traditions villageoises, et donner la possibilité aux travailleurs immigrés de vivre simplement mais dignement pour pouvoir soutenir financièrement leurs compatriotes restés au pays» .

### Années 1970
Le 3 juillet 1974, le Gouvernement suspend l’immigration des travailleurs. À cette date, l’Aftam (futur Coallia) gère plus de 40 foyers et environ 8 000 lits, et dispense chaque année près de 200 000 heures de formation. En 1975, les centres d’hébergement et de réinsertion sociale (CHRS) sont reconnus comme établissements relevant de l’aide sociale, conformément à la loi de 1974. À partir de 1976, ces centres élargissent leur public aux personnes sans ressources, sans logement, aux familles, aux étrangers ainsi qu’aux personnes ayant besoin d’un accompagnement psychologique.

### Années 80 et 90
A partir des années 80, l’Aftam s’ouvre à l’accueil des populations marginalisées, exclues du marché de l’emploi, sans ressources ou sans logement. Elle crée ses premiers Centres d’hébergement et de réinsertion sociale (CHRS) et développe ses dispositifs d’accompagnement social, à commencer par la formation. En 1992, l’Aftam poursuit sa diversification en prenant en gestion plusieurs établissements médico-sociaux.

### Années 2000 et 2010
Au début des années 2000, l’Aftam se dote de son premier projet d’entreprise associative (PEA).  
En 2012, sur proposition des salariés, elle change de nom pour Coallia, pour faire référence à sa volonté d’unir et répondre aux besoins de ses différents publics. En 2017, Jean-François Carenco, ancien préfet, prend la présidence de Coallia. La même année s’ouvre la première plateforme de répit pour les aidants familiaux à Aulnay-sous-Bois, dédiée aux personnes accompagnant un proche atteint de la maladie d’Alzheimer ou de maladies apparentées.
L’année suivante, Arnaud Richard, ancien député, devient directeur général de l’association.

### Années 2020
En février 2020, la fondation Coallia Stéphane Hessel – Institut de France est créée.
La fondation inscrit son action dans le champ social, médico-social et de la solidarité internationale et accompagne des personnes en situation de précarité ou de vulnérabilité en encourageant les initiatives solidaires de la société civile et en plaçant l’engagement comme un outil d’expression citoyenne. En 2023, Coallia adopte un nouveau Projet d’entreprise associative (PEA) pour 2024-2029.
Il prolonge les orientations stratégiques définies par le Conseil d’administration en 2022 et propose une feuille de route qui redéfinit à la fois la place de l’association dans le champ social, ses modes d’organisation, ses priorités d’action et la manière dont elle entend démontrer son utilité sociale. La même année, l’association APPASE fusionne avec Coallia soit près de 250 professionnels accueillant plus d’un millier d’usagers (personnes en situation de handicap, personnes en difficulté sociale, enfants et adolescents).

## Activité
Coallia regroupe plus de 5 000 salariés qui interviennent dans sept grands champs d’activité qui regroupent 972 dispositifs (établissements et services) au sein de 66 modes d’intervention et accueillent chaque jour + de 100 000 personnes : 
- Asile et l’intégration.
- Logement accompagné (activité historique de Coallia)
- Mise à l’abri, urgence et insertion
- Grand âge et autonomie
- Handicaps et l’inclusion
- Protection de l’enfance
- Accompagnements sociaux social en aidant les personnes en situation de vulnérabilité sociale vers l'accès aux droits, au logement et à l'emploi.

## Territoires d’intervention
Le siège social de Coallia se situe à Paris, Cour Saint Éloi dans le 12ᵉ arrondissement. L'association est présente dans 53 départements et 13 régions métropolitaines françaises, ainsi qu’en Outre-mer à Mayotte.
L’organisation territoriale de Coallia repose sur une répartition par région (Île-de-France, Grand Ouest, Nord, Est et Outre-Mer, Sud), et des directions territoriales chargées de la gestion des dispositifs, leurs établissements et services.

## Direction
En 2024, le président est Jean-François Carenco, ancien directeur de cabinet de Jean-Louis Borloo au ministère de l’Emploi, de la Cohésion sociale et du Logement, et ancien ministre délégué chargé des Outre-mer (2022-2023). Le directeur général est depuis 2018 Arnaud Richard, ancien député et conseiller parlementaire de Jean-Louis Borloo de 2002 à 2009.
Le conseil d’administration est notamment composé de Frédéric Salat-Baroux et de Xavier Ousset, ancien directeur adjoint du logement et de l’habitat de la Ville de Paris.
Emmanuelle Cosse a été élue présidente de l’entreprise sociale pour l’habitat Coallia Habitat en 2019.

## Finances
Le groupe Coallia réalise un chiffre d’affaires de plus de 300 millions d’euros en 2018, dont 74 millions d’euros de subventions publiques (en 2023, 97 729 081 euros d'après la sénatrice Nathalie Goulet), notamment pour le financement des hébergements d’urgences en faveur des migrants et réfugiés.
D’après la Fondation pour la recherche sur les administrations et les politiques publiques (iFrap), Coallia est la première association en termes de financements publics : 148 372 477 euros de subventions en 2022.

## Critiques
Plusieurs médias, dont L’Humanité et L’Union, ont rapporté des cas de harcèlement au sein du Groupe, évoquant une surcharge de travail et un management jugé toxique. La direction de l'association s'est défendue de tout harcèlement et a assuré mettre en place des mesures adaptées. Des réponses jugées trop légères par les différents médias et syndicats.
En 2024, les salaires de ses dirigeants ont aussi fait polémique. Entre 2020 et 2024, l’ex-directeur territorial de Coallia est soupçonné d’avoir détourné 12 millions d’euros de fonds publics ; lui, un complice et son épouse ont été mis en cause dans une affaire d’escroquerie et de corruption.